# Фрідріх фон Пурталес
Граф Фрідріх фон Пурталес (нім. Friedrich von Pourtalès); (24 жовтня 1853, Оберхофен, кантон Аргау, Швейцарія — 3 травня 1928, Бад-Наугайм) — німецький дипломат.

## Життєпис
З кінця 1870-х років — на дипломатичній службі. У 1907—1914 роках — німецький посол в Росії. Намагався застерегти зближенню Франції та Великої Британії з Росією. У 1911 році підписав Потсдамську угоду.
19 липня (1 серпня) 1914 року вручив російському міністру закордонних справ Сергію Сазонову ноту про оголошення Німеччиною війни Росії.
За спогадами, зробивши це, Пурталес «відійшов до вікна і заплакав».
У 1914—1918 роках — радник міністерства закордонних справ Німеччини. З липня 1918 року у відставці.

## Автор творів
- Am Scheidewege zwischen Krieg und Frieden. Meine letzten Verhandlungen in Petersburg zu Ende Juli 1914
- Meine letzten Verhandlungen in Petersburg. Ende Juli 1914. — 1927.
- Между миром и войной. Мои последние переговоры в Петербурге в 1914 г. / Пер. с нем. М. Алексеева. Предисловие В. Кряжина. — Пг., Гос. изд., 1923. — 80 стр.